# Carex hormathodes
Carex hormathodes là một loài thực vật có hoa trong họ Cói. Loài này được Fernald mô tả khoa học đầu tiên năm 1906.